# برتونيلة تامية
برتونيلة تامية (الاسم العلمي: Bartonella tamiae) هي نوع من البكتيريا تتبع جنس البرتونيلة من فصيلة البارتونيلات.
التسمية نسبةً إلى عالم الأمراض الأمريكي د. تامارا (تامي) فيسك.